# Indústria perlífera de Bahrain
El sender perlífer de Bahrain és un sender de 3,5 quilòmetres situat a l'illa de Muharraq, a Bahrain, que va ser utilitzat pels cercadors de perles durant gran part de la història de Bahrain fins a principis dels anys 30 del segle xx, quan el mercat de les perles a Bahrain es va estavellar com a resultat de la introducció de la cultura de les perles del Japó.